# Agnesie
Agenesie is de algemene termen voor het congenitaal ontbreken van één of meerdere tanden.
Wijsheidstanden die ontbreken worden als redelijk normaal beschouwd. Dit dient ook niet behandeld te worden.
Andere tanden die ontbreken is eerder uitzonderlijk.
Hierin is een onderverdeling te maken naar de ernst van de agnesieën:
- Hypodontie: minder dan zes tanden die ontbreken
- Oligodontie: zes of meer tanden die ontbreken
- Anodontie: geen enkele tand aanwezig

Het tegengestelde van agnesie is hyperdontie. Hierbij is een tand te veel aangelegd.